# Start-stop-daemon
start-stop-daemon — утилита, используемая в Unix-подобных операционных системах для управления запуском и остановкой системных служб (daemon). Она обеспечивает удобный способ контроля за процессами, позволяя запускать, останавливать и перезапускать службы, а также проверять их состояние. Утилита часто используется в сценариях инициализации системы, таких как те, что находятся в каталоге /etc/init.d/.

## Основные функции
- Запуск daemon: Утилита может запускать указанный процесс, проверяя, не запущен ли он уже.
- Остановка daemon: Утилита может завершить процесс, используя его PID (идентификатор процесса).
- Проверка состояния: Утилита может проверять, запущен ли процесс, и возвращать соответствующий статус.
- Создание PID-файла: Утилита может создавать файл, содержащий PID процесса, что упрощает управление им.

## Синтаксис
```
start-stop-daemon [опции] -- [аргументы для daemon]

```

## Основные опции
- --start: Запускает указанный daemon.
- --stop: Останавливает указанный daemon.
- --status: Проверяет состояние daemon.
- --pidfile: Указывает путь к PID-файлу.
- --exec: Указывает путь к исполняемому файлу daemon.
- --name: Указывает имя процесса для проверки.
- --user: Запускает процесс от имени указанного пользователя.
- --chuid: Меняет пользователя и группу для запускаемого процесса.
- --background: Запускает процесс в фоновом режиме.

## Примеры использования

### Запуск daemon
```
start-stop-daemon --start --pidfile /var/run/mydemon.pid --exec /usr/sbin/mydemon -- --arg1 --arg2

```

В этом примере утилита запускает daemon /usr/sbin/mydemon с аргументами --arg1 и --arg2, создавая PID-файл /var/run/mydemon.pid.

### Остановка daemon
```
start-stop-daemon --stop --pidfile /var/run/mydemon.pid

```

Утилита останавливает процесс, используя PID из указанного файла.

### Проверка состояния daemon
```
start-stop-daemon --status --pidfile /var/run/mydemon.pid

```

Утилита проверяет, запущен ли процесс, и возвращает статус.

### Запуск daemon от имени другого пользователя
```
start-stop-daemon --start --pidfile /var/run/mydemon.pid --exec /usr/sbin/mydemon --chuid myuser:mygroup

```

В этом примере daemon запускается от имени пользователя myuser и группы mygroup.